# Ústí nad Labem
Ústí nad Labem kiejtéseⓘ (németül: Aussig an der Elbe)  város Csehországban, az Elba partján. Ez az ország 9. legnagyobb városa.
A város közlekedésföldrajzilag előnyös fekvésű:
- fontos folyami kikötő
- vasúti csomópont
- hídváros

## Története
Első említése 993-ból származik, mint kereskedelmi központ. A várost magát II. Ottokár cseh király alapította. Mivel a második világháború után a város lakóinak többsége német nemzetiségű volt, a csehszlovák belbiztonsági szervek hamis zászlós merényletet szerveztek és 1945. július 31-én fölrobbantották a városban lévő lőszerraktárat. Különítményesek vérengzést hajtottak végre a németek körében, akik fölismerhetőek voltak a ruházatukon kötelezően viselt megkülönböztető jelzésről. A halálos áldozatok számát nehéz megállapítani, az elkövetőkkel illetve az áldozatokkal rokonszenvező források becslése 40 és 2700 között ingadozik. Az Elba csak Meißenben mintegy 80 holttestet vetett partra. A város német lakosságának zömét, mintegy 53 ezer embert 1945 és 1946 folyamán elüldözték, akiket főként Németországba száműztek. A Beneš-dekrétumok az elkövetők részére büntetlenséget biztosítottak. A gyilkosságok helyszínén lévő híd Beneš nevét viseli.

## Közlekedés
A városi tömegközlekedésben nagy hangsúlya van a trolibuszoknak. Autóbusz-pályaudvarát 1985-ben adták át.

## Népesség
A település népessége az elmúlt években az alábbi módon változott:
| Lakosok száma | 10 933 | 57 330 | 71 659 | 65 058 | 88 447 | 93 523 | 92 984 | 92 716 | 90 378 | 90 866 |
|               | 1869   | 1900   | 1921   | 1961   | 1980   | 2014   | 2017   | 2020   | 2022   | 2025   |

## Testvérvárosok
- Halton, Egyesült Királyság
- Chemnitz, Németország
- Vlagyimir, Oroszország

## Képek a városról

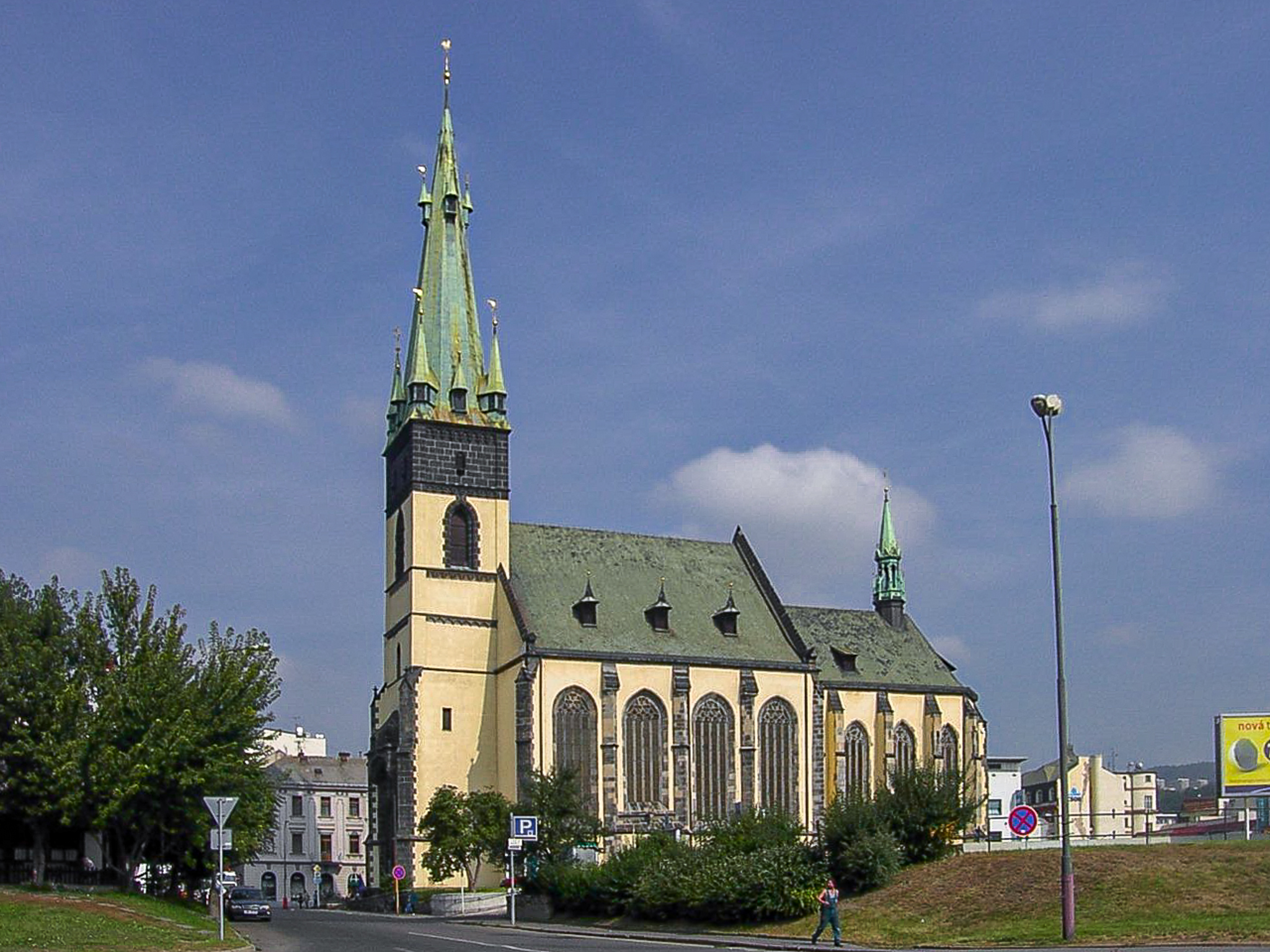
Gótikus templom Ústíban
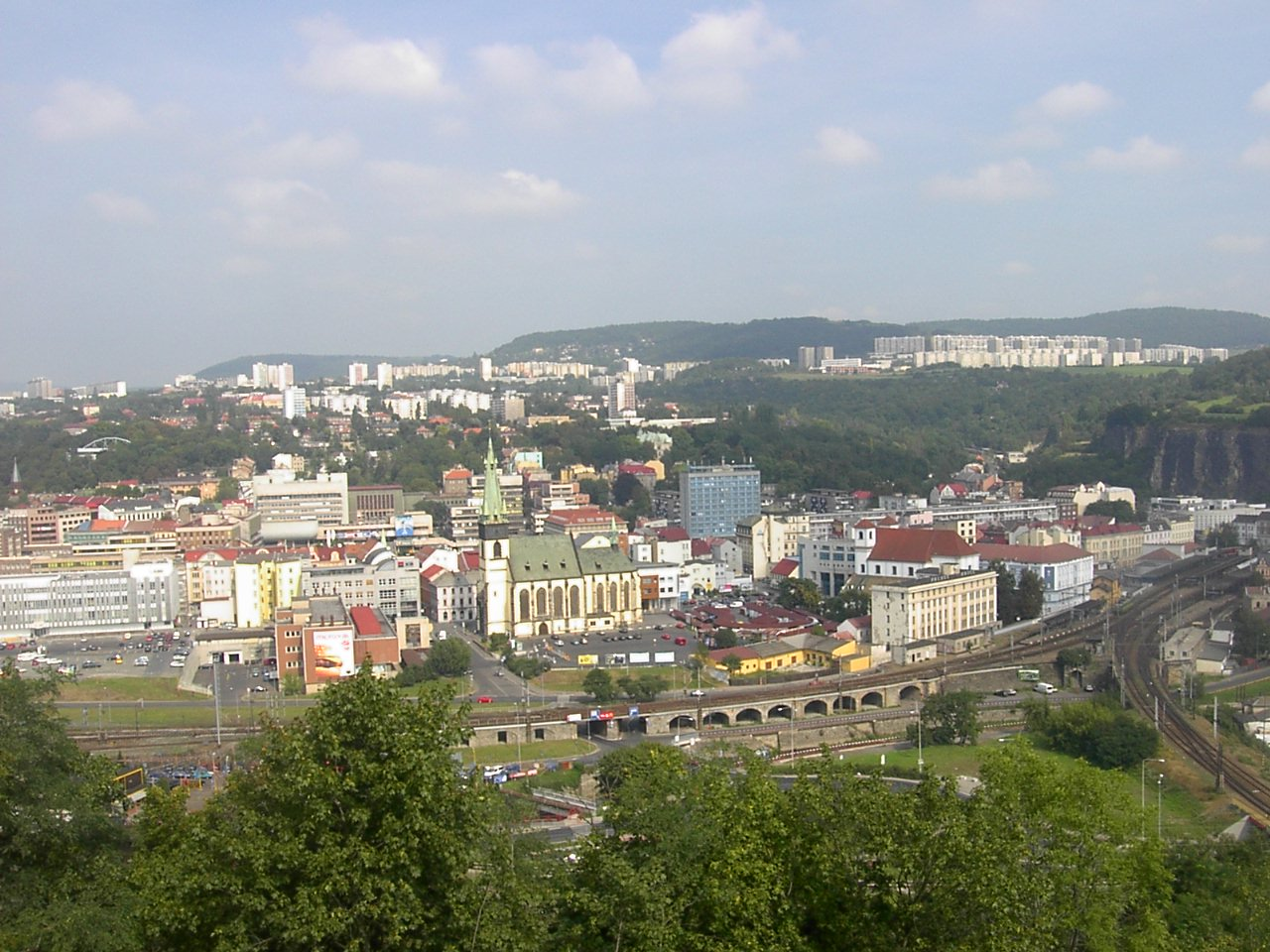
Városi panoráma
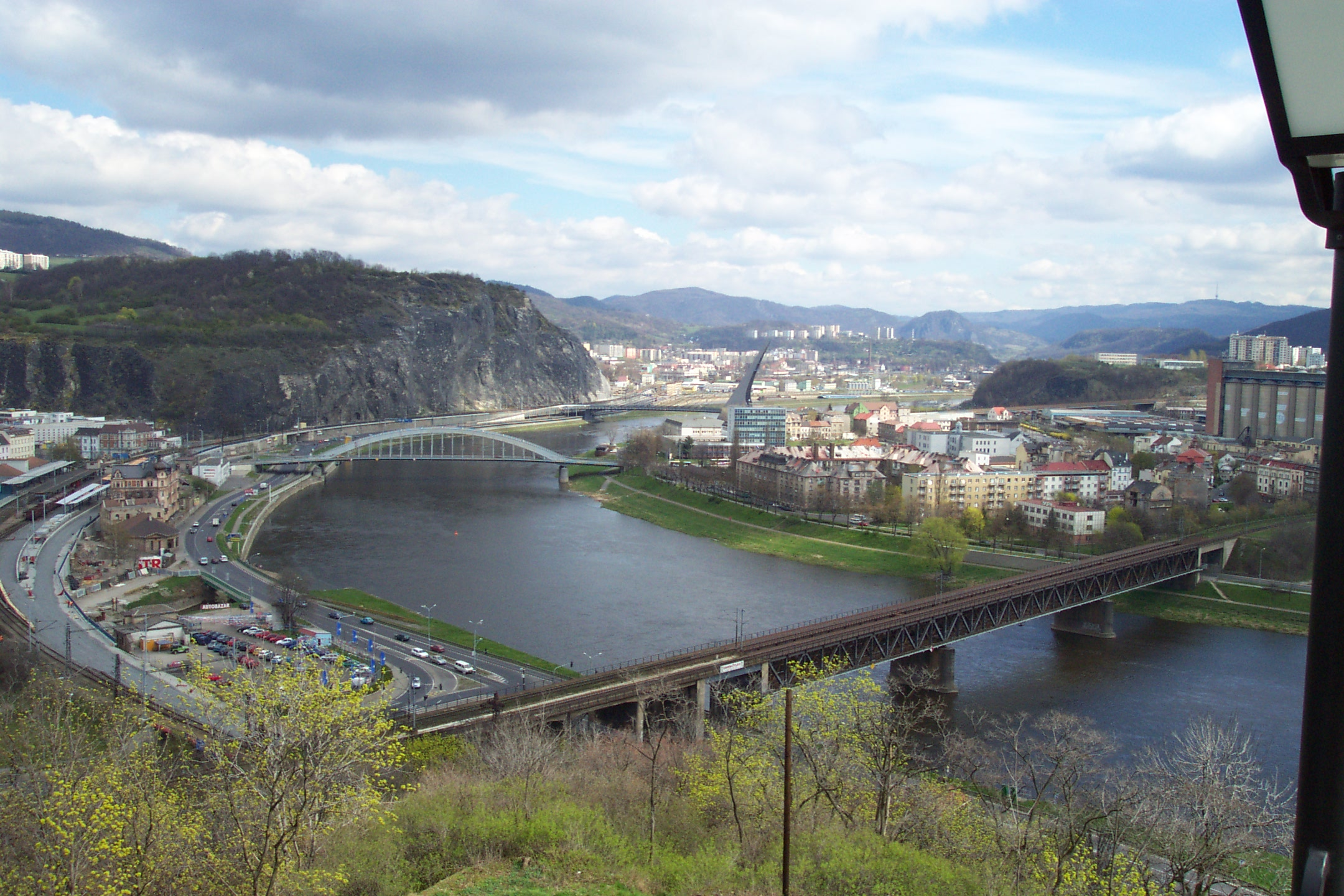
Ústí nad Labem hídjai
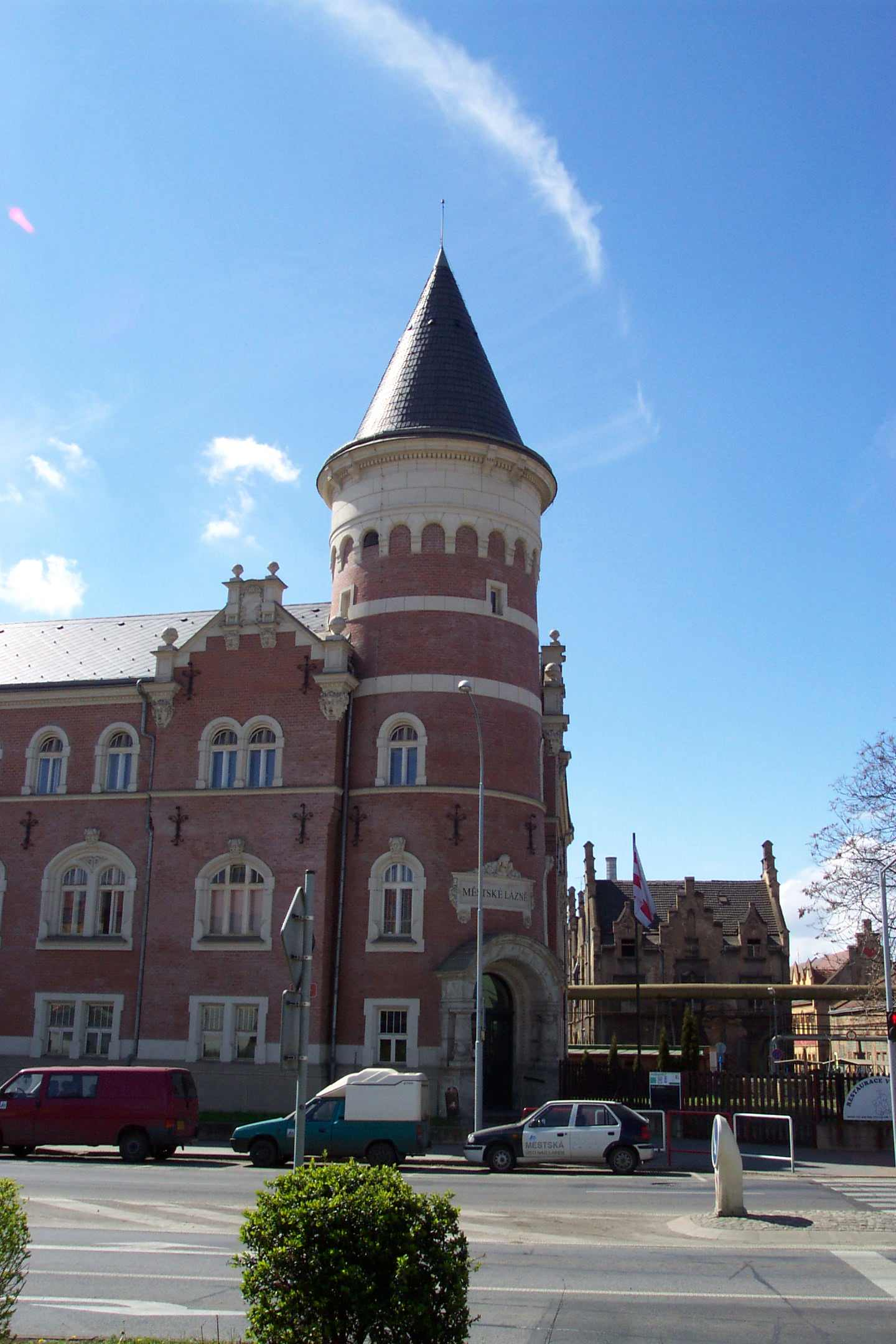
Városi gyógyfürdő
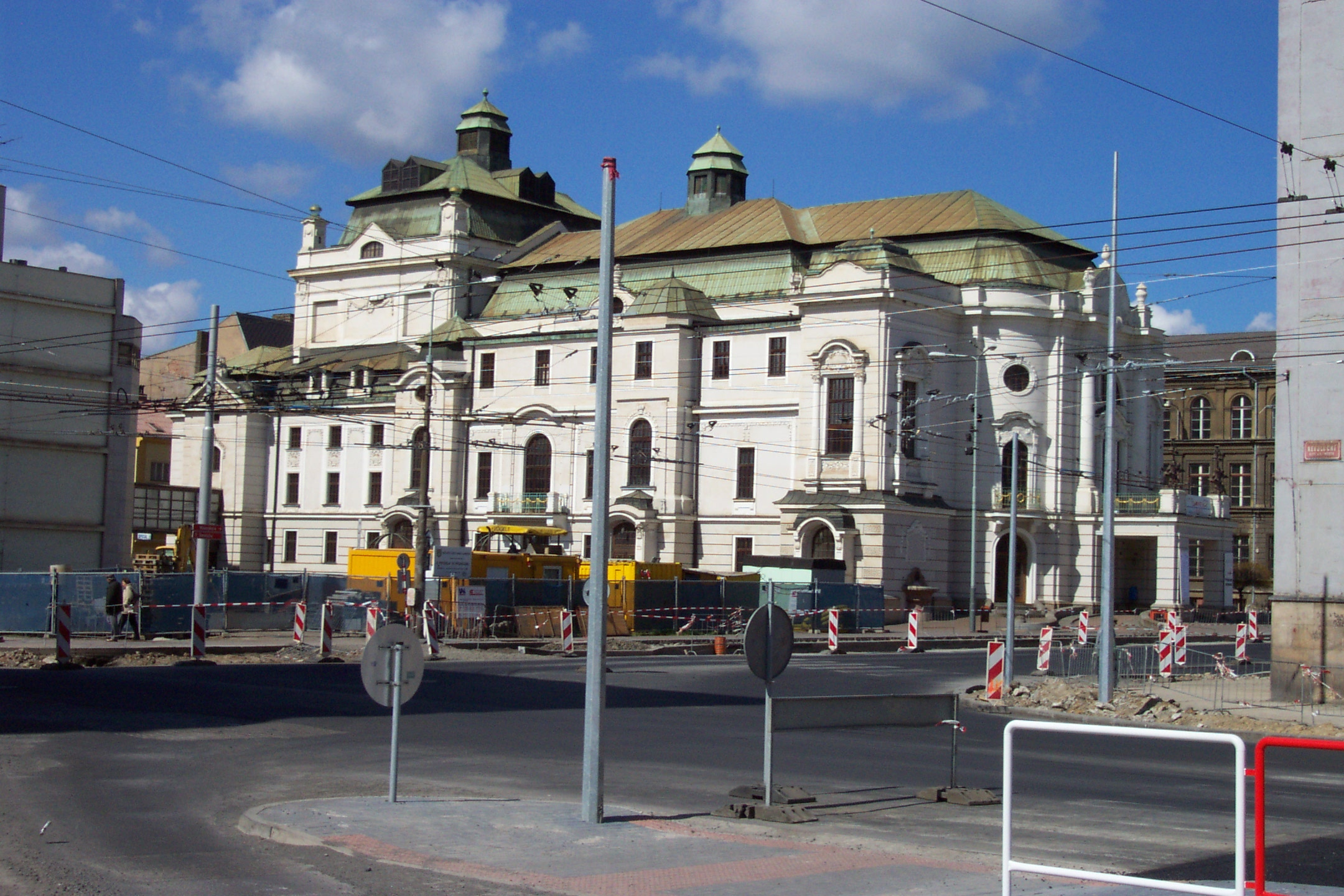
Városi színház
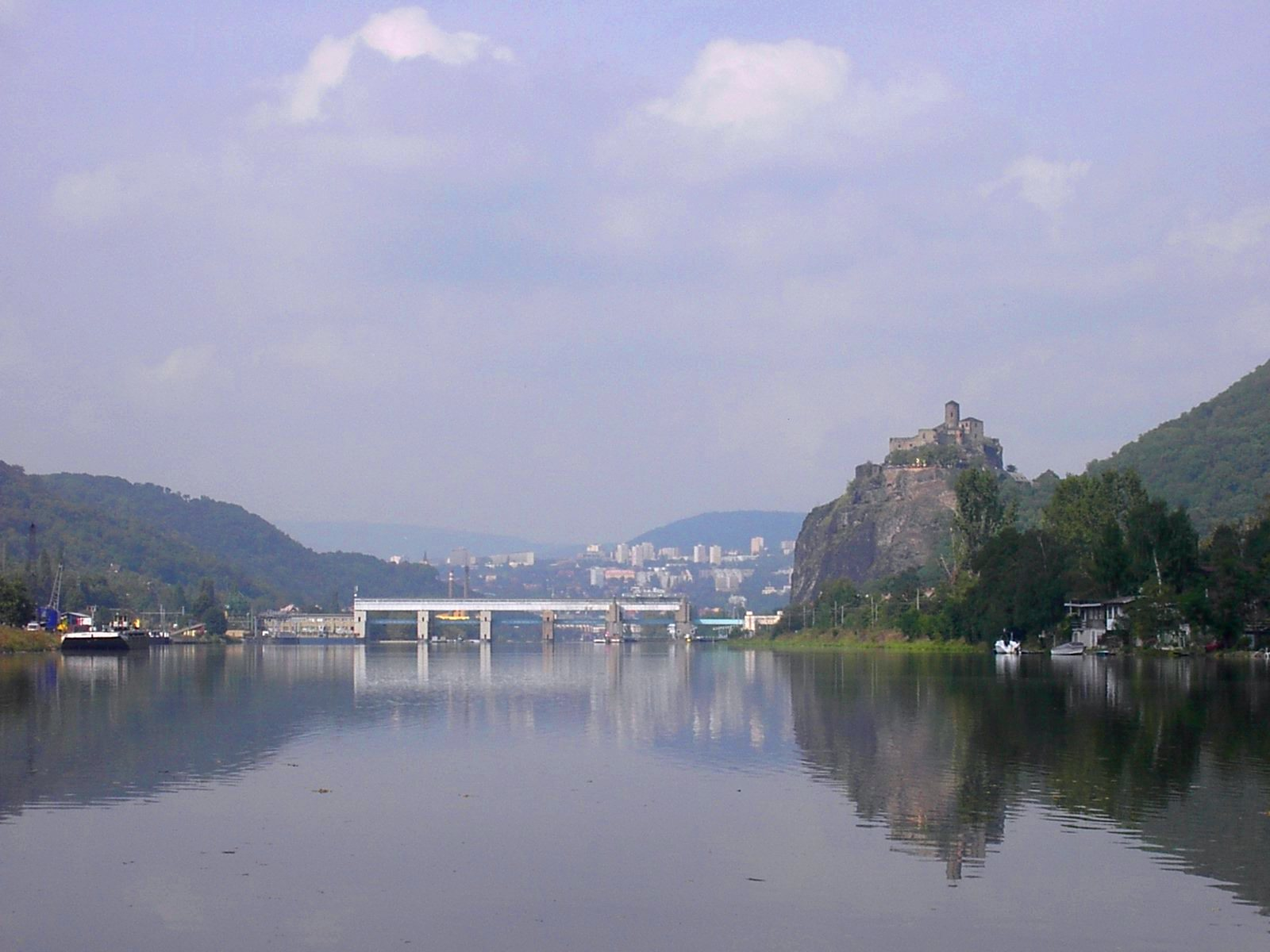
A Strekov vár és egy duzzasztómű az Elbán
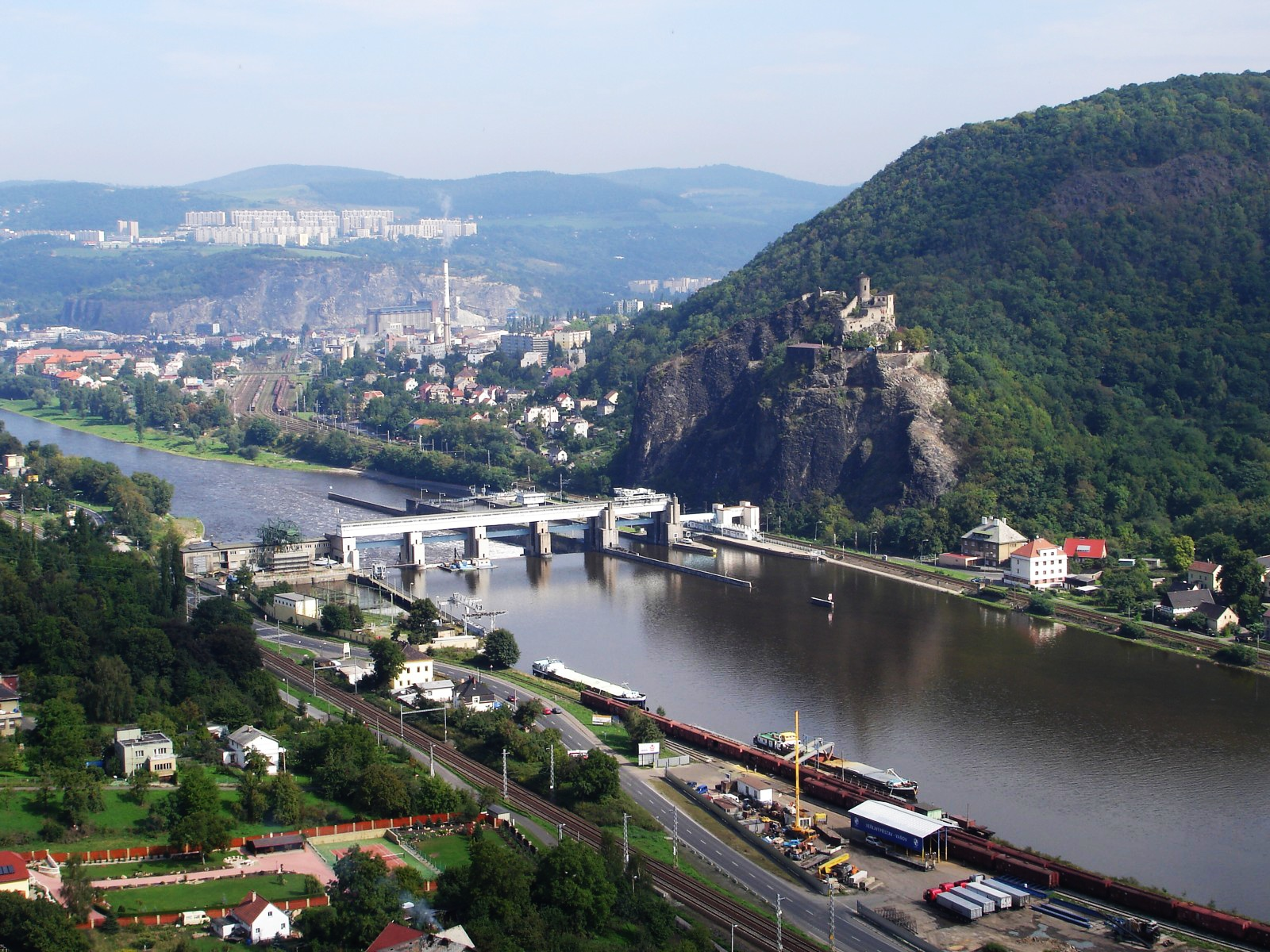
A Strekov vár és a duzzasztó másik madártávlatból
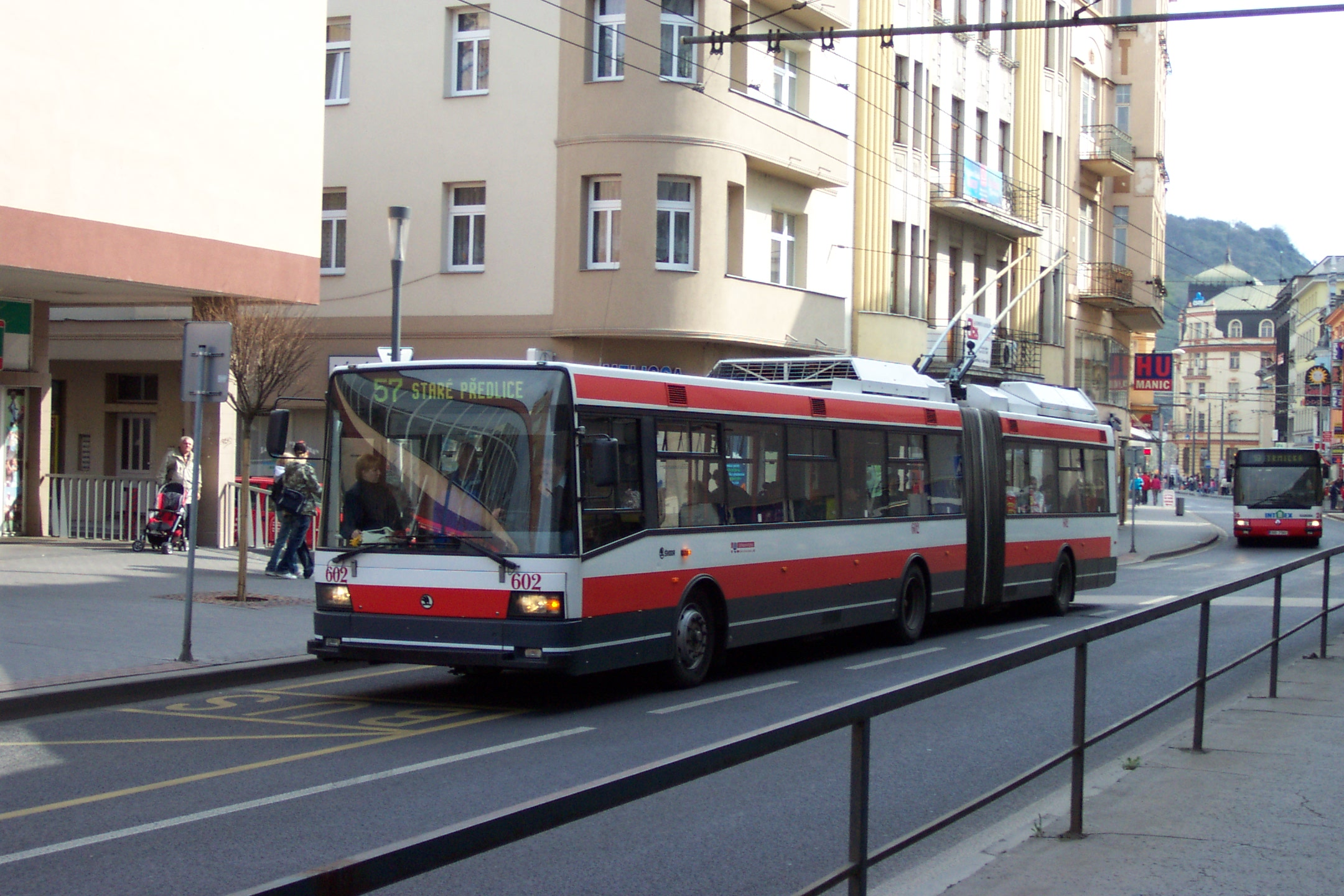
Škoda trolibusz a belvárosban